# Liste der Mitglieder der American Academy of Arts and Sciences/1857
Im Jahr 1857 wählte die American Academy of Arts and Sciences 15 Personen zu ihren Mitgliedern.

## Neugewählte Mitglieder
- Charles Francis Adams, Sr. (1807–1886)
- William Turell Andrews (1794–1879)
- George Sewall Boutwell (1818–1905)
- Charles William Eliot (1834–1926)
- Ezekiel Brown Elliott (1823–1888)
- Moses Gerrish Farmer (1820–1893)
- Jacob Grimm (1785–1863)
- Eilhard Mitscherlich (1794–1863)
- Hugo von Mohl (1805–1872)
- John Lothrop Motley (1814–1877)
- Charles Gideon Putnam (1805–1875)
- Saint Julien Ravenel (1819–1882)
- John Daniel Runkle (1822–1902)
- Francis Humphreys Storer (1832–1914)
- David Friedrich Weinland (1829–1915)